# فرید احمد (بازیکن کریکت)
فرید احمد (انگلیسی: Fareed Ahmad؛ زادهٔ ۱۰ اوت ۱۹۹۴) بازیکن کریکت اهل افغانستان است.